# هارولد كريسب
هارولد كريسب (بالإنجليزية: Harold Crisp)‏ هو قاضي ومحام بالقضاء العالي أسترالي، ولد في 27 يوليو 1874 في هوبارت في أستراليا، وتوفي في 12 مايو 1942 في Double Bay ‏ في أستراليا.